# Cầy mangut Liberia
Liberiictis kuhni là một loài động vật có vú trong họ Cầy mangut, bộ Ăn thịt. Loài này được Hayman mô tả năm 1958.

## Hình ảnh

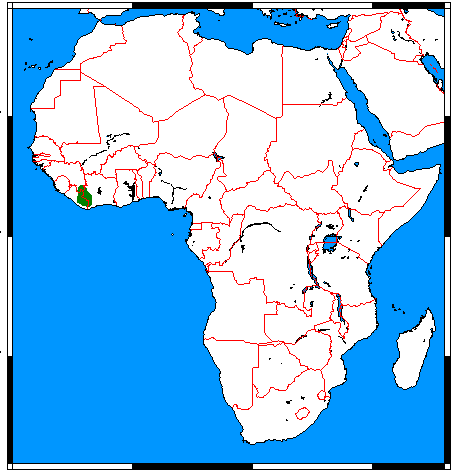